# 14019 Pourbus
A 14019 Pourbus (1994 PP16) a Naprendszer kisbolygóövében található aszteroida. Eric Walter Elst fedezte fel 1994. augusztus 10-én.

## Kapcsolódó szócikk
- Kisbolygók listája (14001–14500)